# Башарово (Архангельская область)
Башарово — деревня в Котласском районе Архангельской области. Часть бывшего села Вотлажма. Входит в состав муниципального образования (сельского поселения) «Черемушское».

## География
Деревню разделяет речка Башаровка. Граничит с деревнями Олюшино, Чупаново, Миневская, Стёпаниха.

## Население
| 2002 | 2010 | 2012 |
| ---- | ---- | ---- |
| 0    | →0   | ↗2   |